# Marsylianka (film 1938)
Marsylianka (La Marseillaise) – francuski dramat historyczny. Wizja francuskiej rewolucji w walce z monarchią króla Ludwika XVI. 